# Мойшезон, Борис Гершевич
Борис Гершевич Мойшезон (26 октября 1937, Одесса — 25 августа 1993, Леониа, Нью-Джерси, США) — советский, израильский и американский математик, специалист в области алгебраической геометрии и алгебраической теории чисел.

## Биография
Родился 26 октября 1937 г. в Одессе.
Окончил Таджикский государственный университет (Душанбе) в 1959 году. Затем поступил в аспирантуру института прикладной математики в Москве и защитил диссертацию на степень кандидата физико-математических наук в 1962 году.
С 1964 по 1967 год преподавал математику в качестве старшего преподавателя Педагогического института в Орехово-Зуево. В это время научные интересы Мойшезона сконцентрировались в области алгебраической геометрии, его наставником был Игорь Шафаревич.
В 1967 году защитил диссертацию на степень доктора физико-математических наук в Московском государственном университете и впоследствии стал старшим научным сотрудником Центрального экономико-математического института АН СССР. Получил премию Московского математического общества в 1967 году за свои работы по алгебре.
В начале 1970-х годов Мойшезон стал одним из «отказников», которые боролись за право свободного выезда из СССР. В конце 1972 года Мойшезон и его семья получили разрешение на выезд в Израиль и он занял должность профессора математики в Тель-Авивском университете.
В 1977 году он приехал в Соединенные Штаты в качестве приглашенного профессора на работу в Университете штата Юта и в том же году стал профессором математики в Колумбийском университете, где проработал 16 лет. Жил в Нью-Йорке, затем в Леонии (Нью-Джерси).
Скончался 25 августа 1993 года в Госпитале Святого имени в Тинеке, в Нью-Джерси и похоронен в Израиле.